# Bang Hyeon-seok
Bang Hyeon-seok (* 3. Oktober 1961 in Ulsan, Südkorea) ist ein südkoreanischer Schriftsteller.

## Leben
Bang Hyeon-seok wurde am 3. Oktober 1961 in Ulsan, Südkorea geboren. 1988 veröffentlichte er sein erstes Werk Der erste Schritt (내딛는 첫발은). Die Kurzgeschichte handelt von Fabrikarbeitern und deren Bemühungen, die Gewerkschaft zu retten. Seit seinem Debüt etablierte Bang sich als einer der berühmtesten Autoren der „Arbeiterliteratur“. Bang, der in den 1980ern und 90ern selber als Fabrikarbeiter tätig war, schreibt über die Nöte der Arbeiter in einer post-kapitalistischen Gesellschaft, mit Sympathie und Einsicht, die er aus erster Hand erwarb.
Er stellte fest, dass Literatur nichts anderes als Leben ist und dass der Stützpunkt seines Lebens auch weiterhin die Literatur sein wird. Er versprach, auch weiterhin über die Welt seiner Träume zu schreiben, und zwar auf eine Weise und in einem Stil, wie es ihm passt. Obwohl sich immer mehr Autoren von sozialen und politischen Problemen abwenden, bleibt Bang auch weiterhin ein treuer Beobachter und Chronist der koreanischen Gesellschaft und Geschichte. Ab Mitte der 1990er veröffentlichte er diverse Werke, die von der dunklen Periode der Militärdiktatur erzählen. Zehn Jahre lang konzentrierte er sich auf die Yushin-Diktatur unter Park Chung-hee und Deine linke Seite (당신의 왼편) ist ein ernüchterndes Porträt der Diktatur unter Chun Doo-hwan, der durch die brutale Unterdrückung des Kwangju-Aufstands vom 18. Mai 1980 an die Macht kam.
Bang schreibt jedoch nicht exklusiv über Vergangenes. Eine Form der Existenz (존재의 형식) ist ein Versuch, durch Literatur eine Lösung für den Konflikt zwischen Vietnam und Korea zu finden, der durch die Beteiligung Koreas am Vietnamkrieg entstanden ist. Das Werk wirft nicht nur Licht auf die Vergangenheit, sondern auch auf Gegenwart und Zukunft der Beziehungen zwischen den beiden Ländern. Vietnam ist auch weiterhin von Interesse für ihn sowohl literarisch als auch auf persönlicher Ebene: Bang ist derzeit der Präsident der „Vereinigung junger Schriftsteller zum Verständnis Vietnams“ (베트남을 이해하려는 젊은 작가들의 모임) und investiert viel Zeit und kreative Energie in die Untersuchung der Vergangenheit Vietnams.

## Arbeiten (Auszug)

### Koreanisch

#### Kurzgeschichten Sammelbände
- 내일을 여는 집 Das Haus, das morgen öffnet (1991)
- 랍스터를 먹는 시간 Zeit, Hummer zu essen (2003)

#### Romane
- 십년간 Zehn Jahre lang (1995)
- 당신의 왼편 Deine linke Seite (1999)

#### Essaysammlungen
- 아름다운 저항 Wundervoller Widerstand (1999)
- 하노이에 별이 뜨다 Ein Stern in Hanoi (2002)

### Übersetzungen

#### Englisch
- Off to Battle at Dawn in Bi-lingual Edition Modern Korean Literature, Volume 20, ASIA Publishers (2013), ISBN 978-89-94006-78-9

## Auszeichnungen
- 2003 – 제03회 황순원문학상 (Hwang Sun-won-Literaturpreis)
- 2003 – 제11회 오영수문학상 (O-Yŏng-su-Literaturpreis)
- 1991 – 제09회 신동엽창작상 (Sin-Tong-yŏp-Romanpreis)[4]